# Audenshaw
Audenshaw è un paese di 12.790 abitanti della contea della Greater Manchester, in Inghilterra, già comune fino al 1974.